# Wyścig Rosji WTCC 2015
Wyścig Rosji WTCC 2015 – piąta runda World Touring Car Championship w sezonie 2015. Rozegrała się w dniach 5-7 czerwca w Wołokołamsku na torze Moscow Raceway.

## Lista startowa
| Nr | Kierowca            | Zespół                          | Samochód                | Opony |
| -- | ------------------- | ------------------------------- | ----------------------- | ----- |
| 2  | Gabriele Tarquini   | Honda Racing Team JAS           | Honda Civic WTCC        | Y     |
| 3  | Tom Chilton         | ROAL Motorsport                 | Chevrolet RML Cruze TC1 | Y     |
| 4  | Tom Coronel         | ROAL Motorsport                 | Chevrolet RML Cruze TC1 | Y     |
| 5  | Norbert Michelisz   | Zengő Motorsport                | Honda Civic WTCC        | Y     |
| 7  | Hugo Valente        | Campos Racing                   | Chevrolet RML Cruze TC1 | Y     |
| 9  | Sébastien Loeb      | Citroën Total WTCC              | Citroën C-Elysée WTCC   | Y     |
| 10 | Nick Catsburg       | Lada Sport Rosneft              | Łada Vesta              | Y     |
| 11 | Grégoire Demoustier | Craft-Bamboo                    | Chevrolet RML Cruze TC1 | Y     |
| 12 | Robert Huff         | Lada Sport Rosneft              | Łada Vesta              | Y     |
| 18 | Tiago Monteiro      | Honda Racing Team JAS           | Honda Civic WTCC        | Y     |
| 19 | Rickard Rydell      | NIKA International              | Honda Civic WTCC        | Y     |
| 25 | Mehdi Bennani       | Sébastien Loeb Racing           | Citroën C-Elysée WTCC   | Y     |
| 26 | Stefano D'Aste      | ALL–INKL.COM Münnich Motorsport | Chevrolet RML Cruze TC1 | Y     |
| 27 | John Filippi        | Campos Racing                   | Chevrolet RML Cruze TC1 | Y     |
| 33 | Ma Qinghua          | Citroën Total WTCC              | Citroën C-Elysée WTCC   | Y     |
| 37 | José María López    | Citroën Total WTCC              | Citroën C-Elysée WTCC   | Y     |
| 46 | Jaap van Lagen      | Lada Sport Rosneft              | Łada Vesta              | Y     |
| 68 | Yvan Muller         | Citroën Total WTCC              | Citroën C-Elysée WTCC   | Y     |
| Nr | Kierowca            | Zespół                          | Samochód                | Opony |

## Wyniki

### I Sesja treningowa
| Nr | Kierowca          | Konstruktor           | Czas     | Okr. |
| -- | ----------------- | --------------------- | -------- | ---- |
| 2  | Gabriele Tarquini | Honda Racing Team JAS | 1:39,036 | 2    |

### II Sesja treningowa
| Nr | Kierowca    | Konstruktor        | Czas     | Okr. |
| -- | ----------- | ------------------ | -------- | ---- |
| 12 | Robert Huff | Lada Sport Rosneft | 1:38,853 | 14   |

### Kwalifikacje
Źródło: fiawtcc.com
| Poz. | Nr | Kierowca            | Konstruktor           | Q1       | Q2       | Q3       | Poz. s. |
| --- | --- | ------------------- | --------------------- | -------- | -------- | -------- | ------- |
| 1 | 68 | Yvan Muller         | Citroën Total WTCC    | 1:37,900 | 1:38,182 | 1:37,923 | 1       |
| 2 | 37 | José María López    | Citroën Total WTCC    | 1:38,207 | 1:38,089 | 1:37,969 | 2       |
| 3 | 2 | Gabriele Tarquini   | Honda Racing Team JAS | 1:38,104 | 1:38,406 | 1:38,091 | 3       |
| 4 | 12 | Robert Huff         | Lada Sport Rosneft    | 1:38,325 | 1:38,624 | 1:38,639 | 4       |
| 5 | 3 | Tom Chilton         | ROAL Motorsport       | 1:38,948 | 1:38,785 | 1:39,139 | 5       |
| 6 | 33 | Ma Qinghua          | Citroën Total WTCC    | 1:38,780 | 1:38,836 | -        | 6       |
| 7 | 7 | Hugo Valente        | Campos Racing         | 1:38,518 | 1:38,873 | -        | 7       |
| 8 | 5 | Norbert Michelisz   | Zengő Motorsport      | 1:38,579 | 1:38,918 | -        | 8       |
| 9 | 10 | Nick Catsburg       | Lada Sport Rosneft    | 1:38,764 | 1:39,047 | -        | 9       |
| 10 | 18 | Tiago Monteiro      | Honda Racing Team JAS | 1:38,888 | 1:39,071 | -        | 10      |
| 11 | 9 | Sébastien Loeb      | Citroën Total WTCC    | 1:38,613 | 1:39,139 | -        | 11      |
| 12 | 46 | Jaap van Lagen      | Lada Sport Rosneft    | 1:38,863 | 1:39,195 | -        | 12      |
| 13 | 25 | Mehdi Bennani       | Sébastien Loeb Racing | 1:39,172 | -        | -        | 13      |
| 14 | 4 | Tom Coronel         | ROAL Motorsport       | 1:39,550 | -        | -        | 14      |
| 15 | 26 | Stefano D'Aste      | Münnich Motorsport    | 1:39,867 | -        | -        | 15      |
| 16 | 11 | Grégoire Demoustier | Craft-Bamboo          | 1:39,951 | -        | -        | 18      |
| 17 | 19 | Rickard Rydell      | Nika International    | 1:40,060 | -        | -        | 16      |
| 18 | 27 | John Filippi        | Campos Racing         | 1:40,127 | -        | -        | 17      |
| Poz. | Nr | Kierowca            | Konstruktor           | Q1       | Q2       | Q3       | Poz. s. |
| \| Legenda \| Legenda \| \| ------------------------ \| ---------------------------------------------------------------------------------------------------------------------------------------------------------------------------------------------------------------------------------------------------------------- \| \| Poz. Nr Q1 Q2 Q3 Poz. s. \| Pozycja zajęta w sesji kwalifikacyjnej Numer startowy kierowcy Wynik uzyskany w pierwszej części kwalifikacji Wynik uzyskany w drugiej części kwalifikacji Wynik uzyskany w trzeciej części kwalifikacji Pozycja startowa po uwzględnięniu kar, przesunięć, itp. \| | |                     |                       |          |          |          |         |
| Legenda | |                     |                       |          |          |          |         |
| Poz. Nr Q1 Q2 Q3 Poz. s. | Pozycja zajęta w sesji kwalifikacyjnej Numer startowy kierowcy Wynik uzyskany w pierwszej części kwalifikacji Wynik uzyskany w drugiej części kwalifikacji Wynik uzyskany w trzeciej części kwalifikacji Pozycja startowa po uwzględnięniu kar, przesunięć, itp. |                     |                       |          |          |          |         |

### Wyścig 1

#### Wyścig
Źródło: Wyprzedź Mnie!
| P                 | + / –     | Nr | Kierowca            | Konstruktor           | Okr. | Czas / Strata | Komentarz   |
| ----------------- | --------- | -- | ------------------- | --------------------- | ---- | ------------- | ----------- |
| 1                 | Bez zmian | 68 | Yvan Muller         | Citroën Total WTCC    | 16   | 27:04,214     |             |
| 2                 | Bez zmian | 37 | José María López    | Citroën Total WTCC    | 16   | +0:02,933     |             |
| 3                 | Bez zmian | 2  | Gabriele Tarquini   | Honda Racing Team JAS | 16   | +0:04,392     |             |
| 4                 | Bez zmian | 12 | Robert Huff         | Lada Sport Rosneft    | 16   | +0:04,684     |             |
| 5                 | 1         | 33 | Ma Qinghua          | Citroën Total WTCC    | 16   | +0:07,082     |             |
| 6                 | 1         | 3  | Tom Chilton         | ROAL Motorsport       | 16   | +0:08,724     |             |
| 7                 | 1         | 5  | Norbert Michelisz   | Zengő Motorsport      | 16   | +0:10,394     |             |
| 8                 | 2         | 18 | Tiago Monteiro      | Honda Racing Team JAS | 16   | +0:12,809     |             |
| 9                 | 2         | 9  | Sébastien Loeb      | Citroën Total WTCC    | 16   | +0:13,463     |             |
| 10                | 2         | 46 | Jaap van Lagen      | Lada Sport Rosneft    | 16   | +0:14,044     |             |
| 11                | 2         | 10 | Nick Catsburg       | Lada Sport Rosneft    | 16   | +0:18,239     |             |
| 12                | 5         | 7  | Hugo Valente        | Campos Racing         | 16   | +0:20,870     |             |
| 13                | 3         | 19 | Rickard Rydell      | Nika International    | 16   | +0:24,517     |             |
| 14                | 1         | 25 | Mehdi Bennani       | Sébastien Loeb Racing | 16   | +0:33,791     |             |
| 15                | 3         | 11 | Grégoire Demoustier | Craft-Bamboo          | 16   | +0:41,523     |             |
| 16                | 1         | 26 | Stefano D'Aste      | Münnich Motorsport    | 16   | +1:06,562     | [ a ] [ 4 ] |
| 17                | 3         | 4  | Tom Coronel         | ROAL Motorsport       | 15   | +1 okr        |             |
| Niesklasyfikowani |           |    |                     |                       |      |               |             |
|                   |           | 27 | John Filippi        | Campos Racing         | 9    |               |             |
| P                 | + / –     | Nr | Kierowca            | Konstruktor           | Okr. | Czas / Strata | Komentarz   |

#### Najszybsze okrążenie
| Nr | Kierowca    | Konstruktor        | Czas     | Okr. |
| -- | ----------- | ------------------ | -------- | ---- |
| 68 | Yvan Muller | Citroën Total WTCC | 1:40,449 | 4    |

#### Prowadzenie w wyścigu
| Nr                              | Kierowca    | Okrążenia | Suma |
| ------------------------------- | ----------- | --------- | ---- |
| 68                              | Yvan Muller | 1-16      | 16   |
| \| Wykres \| \| ------ \| \| \| |             |           |      |
| Wykres                          |             |           |      |
|                                 |             |           |      |

### Wyścig 2

#### Wyścig
Źródło: Wyprzedź Mnie!
| P                 | + / –     | Nr | Kierowca            | Konstruktor           | Okr. | Czas / Strata | Komentarz |
| ----------------- | --------- | -- | ------------------- | --------------------- | ---- | ------------- | --------- |
| 1                 | Bez zmian | 18 | Tiago Monteiro      | Honda Racing Team JAS | 16   | 27:12,922     |           |
| 2                 | 5         | 12 | Robert Huff         | Lada Sport Rosneft    | 16   | +0:03,155     |           |
| 3                 | Bez zmian | 5  | Norbert Michelisz   | Zengő Motorsport      | 16   | +0:05,549     |           |
| 4                 | 2         | 10 | Nick Catsburg       | Lada Sport Rosneft    | 16   | +0:08,074     |           |
| 5                 | Bez zmian | 33 | Ma Qinghua          | Citroën Total WTCC    | 16   | +0:12,188     |           |
| 6                 | 4         | 68 | Yvan Muller         | Citroën Total WTCC    | 16   | +0:14,674     |           |
| 7                 | 4         | 9  | Sébastien Loeb      | Citroën Total WTCC    | 16   | +0:18,010     |           |
| 8                 | 4         | 7  | Hugo Valente        | Campos Racing         | 16   | +0:20,803     |           |
| 9                 | 3         | 3  | Tom Chilton         | ROAL Motorsport       | 16   | +0:20,968     |           |
| 10                | 4         | 4  | Tom Coronel         | ROAL Motorsport       | 16   | +0:21,207     |           |
| 11                | 6         | 19 | Rickard Rydell      | Nika International    | 16   | +0:21,686     |           |
| 12                | 3         | 37 | José María López    | Citroën Total WTCC    | 16   | +0:24,659     | [ b ]     |
| 13                | 3         | 11 | Grégoire Demoustier | Craft-Bamboo          | 16   | +0:29,019     |           |
| 14                | 1         | 26 | Stefano D'Aste      | Münnich Motorsport    | 16   | +0:31,584     |           |
| 15                | 3         | 27 | John Filippi        | Campos Racing         | 16   | +0:34,404     |           |
| Niesklasyfikowani |           |    |                     |                       |      |               |           |
|                   |           | 2  | Gabriele Tarquini   | Honda Racing Team JAS | 6    |               |           |
|                   |           | 46 | Jaap van Lagen      | Lada Sport Rosneft    | 5    |               |           |
|                   |           | 25 | Mehdi Bennani       | Sébastien Loeb Racing | 4    |               |           |
| P                 | + / –     | Nr | Kierowca            | Konstruktor           | Okr. | Czas / Strata | Komentarz |

#### Najszybsze okrążenie
| Nr | Kierowca    | Konstruktor        | Czas     | Okr. |
| -- | ----------- | ------------------ | -------- | ---- |
| 12 | Robert Huff | Lada Sport Rosneft | 1:40,894 | 3    |

#### Prowadzenie w wyścigu
| Nr                              | Kierowca       | Okrążenia | Suma |
| ------------------------------- | -------------- | --------- | ---- |
| 18                              | Tiago Monteiro | 1-16      | 16   |
| \| Wykres \| \| ------ \| \| \| |                |           |      |
| Wykres                          |                |           |      |
|                                 |                |           |      |

## Klasyfikacja po zakończeniu rundy

### Kierowcy
| P  | +/− | Kierowca            | Starty | Punkty | P1 | P2 | P3 | PP | NO | NS |
| -- | --- | ------------------- | ------ | ------ | -- | -- | -- | -- | -- | -- |
| 1  | 0   | José María López    | 10     | 199    | 4  | 3  | 1  | 3  | 5  | -  |
| 2  | +1  | Yvan Muller         | 10     | 164    | 3  | 2  | 1  | 2  | 2  | -  |
| 3  | −1  | Sébastien Loeb      | 10     | 135    | 1  | 2  | 2  | -  | 1  | -  |
| 4  | 0   | Tiago Monteiro      | 10     | 99     | 1  | -  | 2  | 2  | -  | 2  |
| 5  | 0   | Ma Qinghua          | 10     | 84     | -  | 1  | -  | -  | -  | 1  |
| 6  | 0   | Norbert Michelisz   | 10     | 82     | 1  | -  | 1  | 1  | -  | 1  |
| 7  | 0   | Gabriele Tarquini   | 10     | 76     | -  | -  | 1  | -  | 1  | 1  |
| 8  | 0   | Tom Chilton         | 9      | 55     | -  | -  | 1  | -  | -  | -  |
| 9  | +4  | Robert Huff         | 10     | 41     | -  | 1  | -  | -  | 1  | 5  |
| 10 | −1  | Mehdi Bennani       | 10     | 40     | -  | -  | -  | -  | -  | 2  |
| 11 | −1  | Hugo Valente        | 8      | 35     | -  | -  | 1  | -  | -  | 2  |
| 12 | −1  | Tom Coronel         | 10     | 24     | -  | 1  | -  | -  | -  | 4  |
| 13 | −1  | Stefano D'Aste      | 10     | 16     | -  | -  | -  | -  | -  | 2  |
| 14 | N   | Nick Catsburg       | 2      | 12     | -  | -  | -  | -  | -  | -  |
| 15 | −1  | James Thompson      | 4      | 6      | -  | -  | -  | 1  | -  | 2  |
| 16 | −1  | John Filippi        | 10     | 5      | -  | -  | -  | -  | -  | 2  |
| 17 | −1  | Rickard Rydell      | 4      | 3      | -  | -  | -  | -  | -  | -  |
| 18 | −1  | Jaap van Lagen      | 4      | 3      | -  | -  | -  | -  | -  | 1  |
| 19 | −1  | Grégoire Demoustier | 10     | 2      | -  | -  | -  | -  | -  | 2  |
| 20 | −1  | Sabine Schmitz      | 2      | 1      | -  | -  | -  | -  | -  | -  |
| 21 | −1  | Dušan Borković      | 2      | 0      | -  | -  | -  | -  | -  | 1  |
| 22 | −1  | Michaił Kozłowski   | 4      | 0      | -  | -  | -  | -  | -  | 3  |
| P  | +/− | Kierowca            | Starty | Punkty | P1 | P2 | P3 | PP | NO | NS |